# Rick Buckler

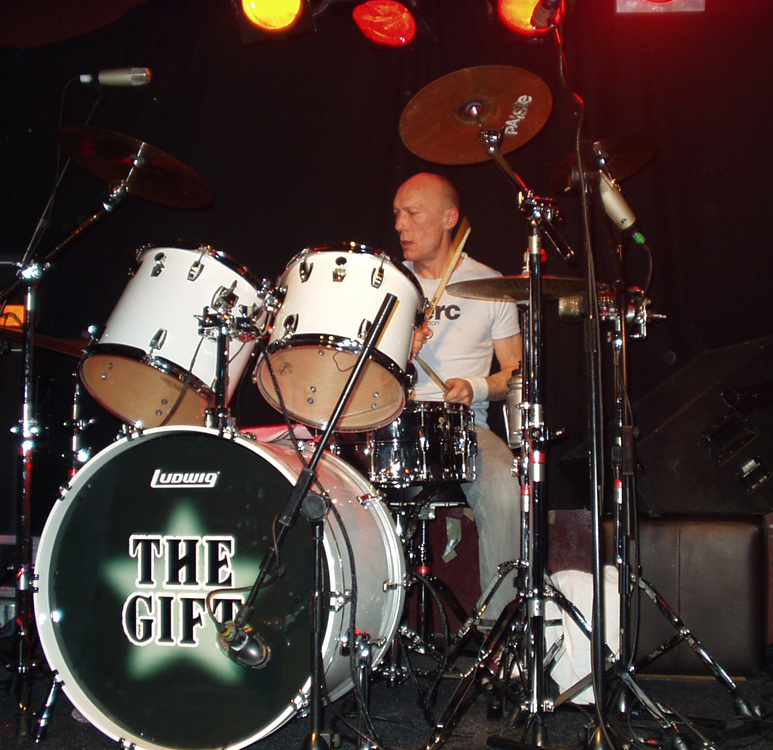
Rick Buckler in 2006

Paul Richard Buckler (Woking, 6 december 1955 – aldaar, 17 februari 2025) was een Brits drummer; hij is vooral bekend van de rockband The Jam waaraan hij samen met bassist/zanger Bruce Foxton een even belangrijke bijdrage leverde als voorman Paul Weller. 

## Biografie

### The Jam
Buckler en zijn tweelingbroer Peter groeiden op in een jongensgezin van vier kinderen; hij raakte geïnteresseerd in houtbewerking en drummen. In 1973 sloot Buckler zich aan bij The Jam; om begrijpelijke redenen veranderde hij zijn voornaam van Paul naar Rick. Gedurende de beginjaren van The Jam hadden zowel Buckler als Foxton nog een baan, totdat ze tijdens de punkgolf van Woking naar Londen verhuisden. Mede omdat ze twee-en-een-half jaar ouder waren dan Weller ontstonden er artistieke meningsverschillen; zo deelden Buckler noch Foxton Wellers filosofie om het verleden los te laten en nieuwe wegen in te slaan. Op het laatste studioalbum The Gift uit 1982 (met de hit Town Called Malice) werd de rockmuziek omgeruild voor een soulvoller geluid; Buckler haalde zich de woede van Weller op de hals met de misgeïnterpreteerde uitspraak "These aren't drummer's songs" (oftewel, geen moeilijke nummers) en door de studio te verlaten omdat thuis de waterleiding was gesprongen. Een half jaar later kregen Buckler en Foxton adembenemend en broodrovend nieuws; Weller besloot The Jam op te heffen omdat het keurslijf van de band niet geschikt was voor zijn soulambities en omdat hij niet wilde voortborduren op oude successen. Buckler kreeg demo's te horen van de nummers die Weller met The Style Council zou opnemen; hij was niet onder de indruk en heeft sinds het afscheidsconcert in Brighton op 11 december 1982 niet meer met Weller gesproken.

### Time UK
In 1983 organiseerde Buckler een reeks jamsessies; hieruit ontond zijn nieuwe band Time UK. De overige leden waren Jimmy Edwards, Ray Simone (allebei ex-MasterSwitch), Danny Kustow (Tom Robinson) en Martin Gordon (Sparks, Radio Star); laatstgenoemde werd na het eerste optreden vervangen door Nick South (Yoko Ono Band, Steve Marriott All Stars). Debuutsingle The Cabaret werd in dezelfde periode uitgebracht als The Style Council's A Solid Bond in Your Heart, oorspronkelijk een nummer uit de nadagen van The Jam. Buckler meende zijn eigen drumpartij te herkennen, en dat leidde ertoe dat hem de toegang tot de Jam-fanclubdag werd ontzegd.

### Losse projecten
Na het uiteenvallen van Time UK vormden Buckler en Edwards met Foxton het trio Sharp; ze brachten in 1986 een single uit, maar in plaats van de nieuwe Jam te worden hielden ze het slechts bij een handvol studio-opnamen. Daarna probeerden Buckler en Foxton de band Transposed Men samen te stellen, maar deze viel al in de startblokken uiteen. Buckler werkte in deze periode als producer en toerde in 1990 met The Highliners als invaldrummer. Door belastingproblemen moest hij zijn studio verkopen en besloot hij in 1992 de muziek vaarwel te zeggen. Buckler pikte zijn oude hobby op en ging meubels repareren; later werd hij gefilmd voor het programma After They Were Famous.

### The Gift/From The Jam
Maar uiteindelijk kroop het bloed waar het niet gaan kon en in 2005 richtte Buckler een nieuwe band op met bassist Dave Moore en zanger/gitarist Russell Hastings waarmee hij nummers van The Jam speelde. Aanvankelijk heetten ze The Gift totdat Foxton in 2007 een keer meedeed en er voor vast bij kwam. Omgedoopt tot From The Jam vierden ze het 25-jarig jubileum van de afscheidstournee met een reeks Kerstoptredens waarvan een dvd verscheen. In 2008 toerden ze door Amerika en voor het eerst ook door Australië en Nieuw-Zeeland. Dit tegen de zin van Weller (50) die zijn ex-collega's in het juni 2008-nummer van het muziekblad Mojo dringend verzocht hiermee te stoppen;   "Ze maken niet alleen zichzelf kapot, maar ook alles waar The Jam voor stond". Buckler trok er zich in eerste instantie weinig van aan, maar uiteindelijk drong het besef door dat Weller gelijk had; op 12 september 2009 kondigde hij zijn vertrek uit From The Jam aan. Buckler liet zich vervangen door de drummer van Big Country en verbrak het contact met Foxton die zelf weer on speaking terms was met Weller.

### Daarna
In 2011 vormde Buckler met andere punkveteranen de gelegenheidsformatie If. Daarna werd hij manager in en bracht hij in 2015 zijn autobiografie uit.
In 2017 bracht de stichting Specialized een tribute-album uit met covers van The Jam om geld in te zamelen voor het Teenage Cancer Trust. Buckler verscheen op 12 november van dat jaar bij het afsluitende Big One-concert voor een vraag-en-antwoordsessie.
Buckler bracht een tweede autobiografie uit en promootte deze met een tournee.

## Persoonlijk leven
Buckler woonde in Woking met zijn echtgenote Lesley; ze hebben twee kinderen.
Buckler overleed op 17 februari op 69-jarige leeftijd.
- Bibsys: 4096566
- International Standard Name Identifier: 0000 0000 4298 2170
- Library of Congress Control Number: n94021118
- MusicBrainz: 4d69e4c6-62d1-45bf-a3cb-58181b0eb4c5
- Istituto Centrale per il Catalogo Unico: DDSV081219
- Virtual International Authority File: 18906912
- WorldCat: E39PBJkTdrqQVJWWJ4rTDTrrMP